# Leopards (rugby à XV)
Pour les articles homonymes, voir Léopard (homonymie).
Ne doit pas être confondu avec Équipe des Léopards africains de rugby à XV.
Les Leopards sont une équipe sud-africaine de rugby à XV qui participe chaque année à la Currie Cup. Elle joue en vert et rouge et évolue au Olën Stadium de Potchefstroom, Province du Nord-Ouest. Ses joueurs sont susceptibles d’être retenus pour jouer avec les Lions, franchise de United Rugby Championship. Elle remporte à deux reprises la Currie Cup First Division (deuxième division). La ligue a été fondée en 1920 sous le nom de Western Transvaal.

## Histoire
Les Leopards remportent la Currie Cup First Division, la seconde division de la Currie Cup en 2021. En effet, ils s'imposent 19 à 18 en finale contre les Griffons et accèdent donc à la première division.

## Palmarès
- Vainqueur de la Currie Cup First Division en 2015 et 2021.